# سینکاویچی
سینکاویچی (به لاتین: Synkavichy) یک منطقهٔ مسکونی در بلاروس است. سینکاویچی ۳۴ نفر جمعیت دارد.